# Brigitte McMahon
Brigitte McMahon (Baar, 25 de marzo de 1967) es una deportista suiza que compitió en triatlón.
Participó en los Juegos Olímpicos de Sídney 2000, obteniendo la medalla de oro en la prueba femenina individual.

## Palmarés internacional
| Juegos Olímpicos | Juegos Olímpicos   | Juegos Olímpicos | Juegos Olímpicos |
| Año              | Lugar              | Medalla          | Prueba           |
| ---------------- | ------------------ | ---------------- | ---------------- |
| 2000             | Sídney (Australia) | Medalla de oro   | Individual       |